# Ofelia Zepeda
Pour les articles homonymes, voir Zepeda.
Ofelia Zepeda, née à Stanfield, Arizona en 1954, est une linguiste, poète et intellectuelle amérindienne de la tribu des Tohono O'odham.
Titulaire d'un doctorat de linguistique sur la morphologie de l'O'odham en 1984, langue parlée par les Tohono O'odham (sous la direction de Ken Hale), elle est professeur d'études et de littérature américaines à l'Université d'Arizona et travaille pour l'alphabétisation de sa langue native. 

## Œuvres
- 1982 : When it rains, Papago and Pima poetry (Mat hekid o ju, 'O'odham Na-cegitodag)
- 1983 : Topics in Papago Morphology
- 1983 : A Tohono O'odham Grammar
- 1995 : Ocean power
- 1995 : Home places: contemporary Native American writing from sun tracks
- 2008 : Where Clouds Are Formed
- 2009 : Jewed 'i-Hoi (Riding the Earth)